# Hebron (hrabstwo Jefferson)
Hebron – jednostka osadnicza w Stanach Zjednoczonych, w stanie Wisconsin, w hrabstwie Jefferson.